# Caso di violenza sessuale di Kobe Bryant

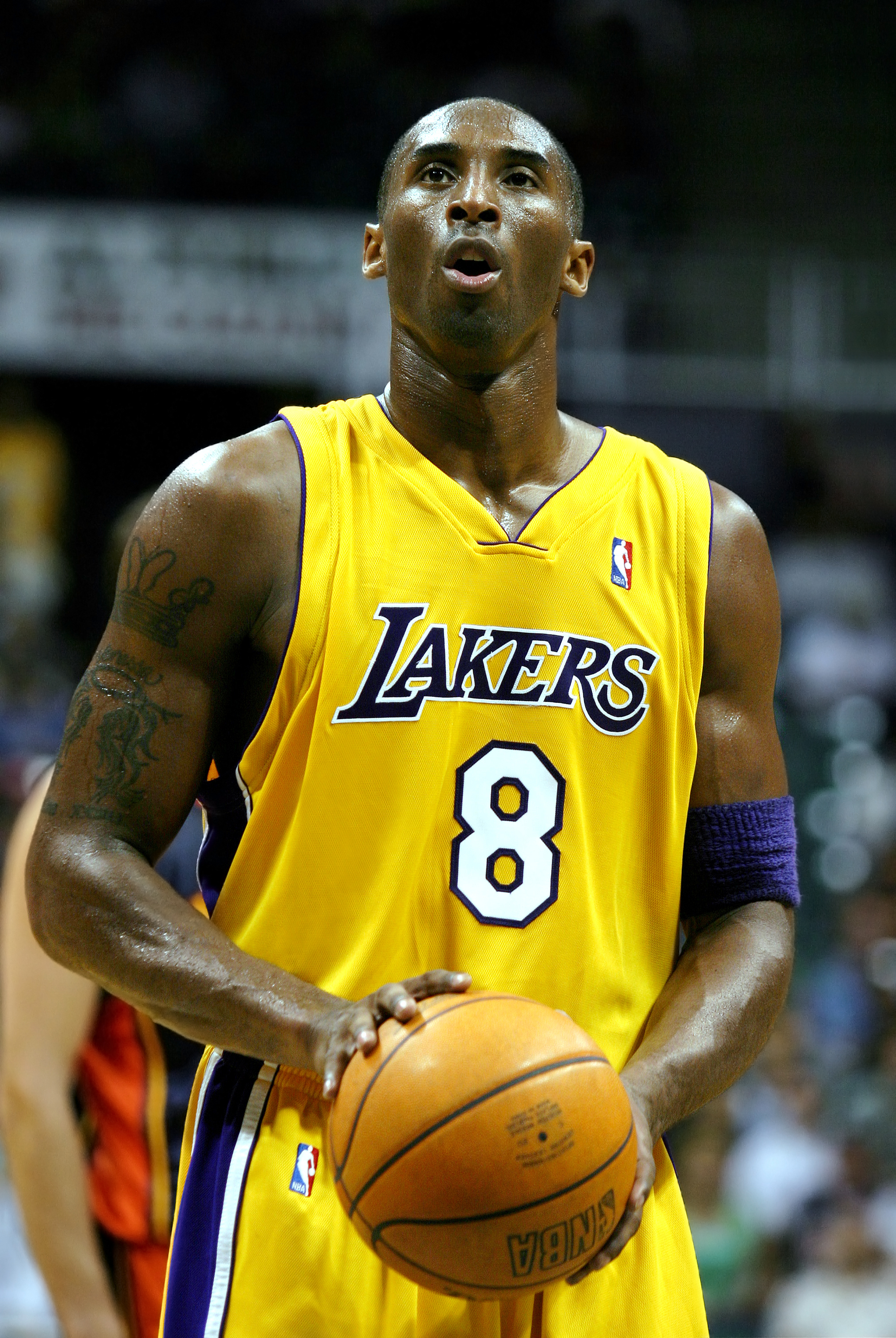
Bryant nel 2005

Il caso di violenza sessuale di Kobe Bryant iniziò il 18 luglio 2003, quando i media riferirono che l'ufficio dello sceriffo a Eagle, in Colorado, aveva arrestato il giocatore di basket Kobe Bryant, in relazione a un'indagine su una denuncia di violenza sessuale, depositata da un'impiegata diciannovenne di un albergo.
La notizia dell'arresto di Bryant il 18 luglio ha attirato una significativa attenzione da parte dei media. Bryant si era registrato al The Lodge and Spa at Cordillera, un hotel a Edwards, il 30 giugno prima di sottoporsi a un intervento chirurgico previsto in zona per il 2 luglio. Un'impiegata di 19 anni dell'hotel ha accusato Bryant di averla violentata nella sua camera d'albergo il 1º luglio. Ha presentato una denuncia alla polizia e le autorità hanno interrogato Bryant sui lividi sul collo dell'accusatrice. Bryant ha ammesso di aver avuto un incontro sessuale con lei, ma ha insistito sul fatto che il sesso era stato consensuale. Il caso è stato archiviato dopo che l'accusatrice di Bryant si è rifiutata di testimoniare nel caso. La donna ha successivamente intentato una causa civile separata contro Bryant. La causa è stata risolta in via extragiudiziale e l'accordo tra le due parti includeva le scuse pubbliche Bryant, che si scusò con la ragazza, il pubblico e la famiglia, pur continuando a negare le accuse.

## Arresto
Gli investigatori dello sceriffo della contea di Eagle hanno confrontato Bryant con l'accusa di violenza sessuale il 2 luglio. Durante l'intervista del luglio 2003 con gli investigatori, Bryant inizialmente disse di non aver avuto rapporti sessuali con la sua accusatrice, una donna di 19 anni che lavorava nell'hotel dove alloggiava Bryant. Quando gli agenti dissero a Bryant che aveva sostenuto un esame che aveva ottenuto prove fisiche incriminanti, come lo sperma, Bryant ammise di aver avuto rapporti sessuali con lei, ma dichiarò che il sesso era consensuale. Interrogato sui lividi sul collo dell'accusatrice, Bryant ha ammesso di averla "strangolata" durante l'incontro, affermando che la teneva "da dietro" "attorno al collo", che strangolare durante il sesso era il suo "modo di fare" e che aveva un modello di strangolamento di un partner sessuale diverso (non sua moglie) durante i loro incontri sessuali ricorrenti. Quando gli è stato chiesto con quanta forza le stesse tenendo il collo, Bryant ha dichiarato: "Le mie mani sono forti. Non lo so". Bryant ha dichiarato di presumere il consenso al sesso a causa del linguaggio del corpo dell'accusatrice.
Le forze dell'ordine hanno raccolto prove da Bryant e lui ha accettato di sottoporsi a un kit per il test di stupro e a un test volontario del poligrafo. Il 4 luglio, lo sceriffo Joe Hoy ha emesso un mandato di arresto per Bryant. Bryant volò da Los Angeles a Eagle, in Colorado, per arrendersi alla polizia. È stato immediatamente rilasciato dietro cauzione di 25.000 dollari e la notizia dell'arresto è diventata pubblica due giorni dopo. Il 18 luglio, l'ufficio del procuratore distrettuale della contea di Eagle ha presentato un'accusa formale contro Bryant per violenza sessuale. Se condannato, Bryant avrebbe dovuto affrontare la libertà vigilata fino all'ergastolo. Lo stesso giorno, dopo essere stato formalmente accusato, Bryant ha tenuto una conferenza stampa in cui ha negato categoricamente di aver violentato la donna. Ha ammesso di aver avuto un rapporto sessuale adultero con lei, ma ha insistito sul fatto che fosse consensuale.

## Caso criminale
Nel dicembre 2003 si sono svolte le udienze preliminari per l'esame delle istanze sull'ammissibilità delle prove. Durante quelle udienze, l'accusa ha colpevolizzato la squadra di difesa di Bryant di attaccare la credibilità della sua accusatrice. È stato rivelato che indossava mutande contenenti lo sperma e i peli pubici di un altro uomo durante l'esame di stupro il giorno dopo il presunto incidente. L'investigatore Doug Winters ha dichiarato che la biancheria intima gialla che indossava durante l'esame di stupro conteneva lo sperma di un altro uomo, insieme a peli pubici caucasici. La difesa di Bryant ha affermato che i risultati dell'esame mostravano "prove convincenti di innocenza" perché l'accusatrice doveva aver avuto un altro incontro sessuale subito dopo l'incidente. Lei ha detto agli investigatori di aver preso per errore la biancheria sporca dal cesto della biancheria quando è uscita di casa per l'esame. Il giorno in cui è stata visitata, ha detto che non si era fatta la doccia dalla mattina dell'incidente. L'esame ha trovato prove di trauma vaginale, che la squadra di difesa di Bryant ha affermato fosse compatibile con un rapporto sessuale con più partner in due giorni.
Le prove recuperate dalla polizia includevano la maglietta che Bryant indossava la notte dell'incidente, su cui erano presenti tre piccole macchie del sangue dell'accusatrice. È stato verificato che la macchia era il sangue della ragazza mediante il test del DNA e probabilmente non era sangue mestruale perché ha dichiarato di aver avuto il ciclo due settimane prima. È stato rivelato che Bryant ha appoggiato la donna su una sedia per fare sesso con lei, cosa che, presumibilmente, ha causato l'emorragia. Questo era l'atto sessuale in questione, poiché l'accusatrice afferma di aver detto a Bryant di smettere, ma lui non l'ha fatto, e Bryant afferma di essersi fermato dopo averle chiesto se poteva eiaculare sul suo viso.
Trina McKay, la revisore dei conti notturna del resort, ha detto di aver visto la donna mentre stava uscendo per tornare a casa, e "non sembrava che ci fosse stato qualche problema". Tuttavia, Bobby Pietrack, amico di liceo dell'accusatore e fattorino del resort, ha detto che sembrava essere molto turbata e "mi ha detto che Kobe Bryant aveva fatto sesso forzato con lei".
Poche settimane prima dell'inizio del processo, l'accusatrice ha scritto una lettera all'investigatore statale Gerry Sandberg chiarendo alcuni dettagli del suo primo interrogatorio da parte della polizia del Colorado. Ha scritto: "Ho detto al detective Winters che quella mattina mentre uscivo avevo avuto problemi con la macchina. Non era vero. Quando ho chiamato al lavoro quel giorno, ho riferito quella motivazione al mio capo per giustificare il ritardo. In realtà, io avevo semplicemente dormito troppo. Ho detto al detective Winters che il signor Bryant mi aveva fatto restare nella stanza e lavarmi la faccia. Invece ero trattenuta contro la mia volontà in quella stanza, non sono stata costretta a lavarmi la faccia. Non mi sono lavata la mia faccia. Mi sono fermata davanti allo specchio vicino all'ascensore a quel piano per pulirmi la faccia. Sono estremamente delusa da me stessa e anche molto dispiaciuta per chiunque sia stato ingannato da quello scambio di informazioni. Ho detto quello che ho detto perché sentivo che il detective Winters non credeva a quello che mi era successo."
L'avvocato difensore di Bryant, Pamela Mackey, ha affermato che l'accusatrice stava assumendo un farmaco antipsicotico per il trattamento della schizofrenia al momento dell'incidente. Lindsey McKinney, che viveva con l'accusatrice, ha detto che la donna ha tentato il suicidio due volte a scuola con un'overdose di sonniferi. Prima del presunto incidente, la ragazza, aspirava a diventare una cantante, aveva fatto un provino per il programma televisivo American Idol con la canzone "Forgive" di Rebecca Lynn Howard, ma non era riuscita ad avanzare. Oltre a mettere in discussione il carattere morale e la reputazione della donna da parte dell'avvocato difensore di Bryant, ha ricevuto minacce di morte e lettere di odio e la sua identità è trapelata più volte.
Il 1 settembre 2004, il giudice distrettuale della contea di Eagle Terry Ruckriegle ha respinto le accuse contro Bryant, dopo che i pubblici ministeri avevano speso più di $ 200.000 per prepararsi al processo, perché la sua accusatrice li aveva informati che non era disposta a testimoniare.
Lo stesso giorno in cui il procedimento penale è stato archiviato, Bryant ha rilasciato la seguente dichiarazione tramite il suo avvocato:
Voglio anche chiarire che non metto in dubbio le motivazioni di questa giovane donna. Non è stato pagata. Ha concordato che questa dichiarazione, non sarà usata contro di me nella causa civile. Anche se credo davvero che questo incontro tra noi sia stato consensuale, ora riconosco che lei non ha visto e non vede questo incidente nello stesso modo in cui l'ho visto io. Dopo mesi passati a rivedere la scoperta, ascoltando il suo avvocato e persino la sua testimonianza di persona, ora capisco che si sente di non aver acconsentito a questo incontro.
Rilascio oggi questa dichiarazione pienamente consapevole che, mentre una parte di questo caso si conclude oggi, ne resta un'altra. Capisco che la causa civile contro di me andrà avanti. Quella parte del caso sarà decisa da e tra le parti direttamente coinvolte nell'incidente e non rappresenterà più un onere finanziario o emotivo per i cittadini dello stato del Colorado.»

## Caso Civile
Nell'agosto 2004, l'accusatrice ha intentato una causa civile contro Bryant per l'incidente. Nel marzo 2005, le due parti hanno risolto la causa. I termini dell'accordo non sono stati resi pubblici. Il Los Angeles Times ha riferito che gli esperti legali hanno stimato che l'accordo ammontava a più di 2,5 milioni di dollari.

## Conseguenze
Dopo le accuse, Bryant ha firmato un contratto di sette anni con i Los Angeles Lakers del valore di 136 milioni di dollari e ha riacquistato molte delle sue sponsorizzazioni da Nike, Spalding e Coca-Cola sebbene i suoi contratti con marchi tra cui Nutella e McDonald's non siano stati rinnovati. Le accuse di violenza sessuale hanno avuto un impatto minimo sulla carriera di basket professionista di Bryant poiché ha vinto diversi campionati e ottenuto dei riconoscimenti. Dopo aver rilasciato una dichiarazione dopo l'archiviazione del caso nel 2004, Bryant non ha mai discusso il caso pubblicamente e ha spostato l'accento sul suo rapporto con la moglie e le quattro figlie. Nel 2018, in seguito all'importanza del movimento MeToo, Bryant è stato rimosso da un pannello per l'Animation Is Film Festival dopo che una petizione sollevava preoccupazioni sul presunto comportamento violento passato di Bryant. La discussione pubblica sul caso è stata rinnovata dopo la morte di Bryant nell'incidente dell'elicottero di Calabasas del 2020.
Otto mesi dopo l'incidente iniziale, il Lodge and Spa at Cordillera fu ristrutturato e alcuni mobili furono venduti. Tutti i mobili della stanza di Bryant furono smaltiti e non messi in vendita al pubblico. L'edificio è stato venduto nel 2019 e trasformato in una struttura per il trattamento di farmaci.
Anche dopo la morte del cestista, avvenuta il 26 gennaio 2020, le polemiche sull'argomento non si sono placate; tra queste si segnala un tweet controverso dell'attrice Evan Rachel Wood che ha definito Kobe uno stupratore e a cui ha replicato con forza l'ex moglie di Bryant.